# Leandro Moldes
Leandro Moldes (* 26. Mai 1986 in Spanien) ist ein Sänger aus der Schweiz. 

## Leben
Er ist der Sohn eines Spaniers und einer Schweizerin. Während seiner Schulzeit lebte er in Bern. Er begann früh mit dem Singen und lernte Klavierspielen. Die Produktion seines Debüt-Albums dauerte 18 Monate. Im Jahr 2000 veröffentlichte er unter dem Namen Leandro eine CD mit dem gleichnamigen Titel und eine Maxisingle mit dem Titel Girl, unter dem Plattenlabel BMG.

## Diskografie

### Soloalben
- Leandro (BMG 74321 75097-2, 16-track CD) 2000

1. Girl, 4:17
2. Close To You, 3:51
3. What Will I Become, 3:53
4. You Are Like Music, 3:07
5. Good Times of Your Life, 3:16
6. I Adore Mi Amor, 3:54
7. Explain This World To Me, 4:57
8. Love Letters, 3:52
9. Do What You Like, 3:02
10. Smile, 3:15
11. Wanna Hold Your Hand, 3:32
12. L.O.V.E, 4:20
13. If Only You Where Here, 3:40
14. Too Shy, 3:13
15. Good Day, 3:25
16. You Must Not Be Sorry, 4:47

### Singles
- Girl (BMG 74321 74516-2, 6-track CD Single) 2000

1. Girl [Radio/Video], 4:17
2. Girl [U.S. Version], 4:57
3. Girl [Club-Mix], 6:28
4. Girl [House-Mix], 6:02
5. Girl [Instrumental], 4:15
6. Girl [Just for you], 1:12